# Antylopik przylądkowy
Antylopik przylądkowy, także: grysbok przylądkowy (Raphicerus melanotis) – gatunek ssaka z rodziny wołowatych.

## Występowanie
Antylopik przylądkowy jest gatunkiem endemicznym. Występuje na terenie Prowincji Przylądkowej Zachodniej w Południowej Afryce. Preferuje trawiaste równiny do szukania pożywienia oraz gęste zarośla do ukrywania się. 

## Charakterystyka

### Morfologia
Osiąga wysokość w kłębie 45–55 cm oraz  masa ciała osiąga 8–23 kg. Antylopik przylądkowy ma szorstką sierść wybarwiona na kolor płowo-brązowy, czasem na głowie widoczne są białe i ciemne plamki. Ma duże uszy. Występuje u nich dymorfizm, odróżniają je rogi na głowie, które są cienkie i proste o długości od 6,5 do 13 cm. Występują jedynie u samców. Samce są także ciemniejsze niż samice. 

### Dieta
Jest roślinożercą. Preferują pędy winorośli. Jedzą również trawy, owoce oraz liście krzewów. Są w stanie przeżyć długo bez dostępu do wody.

### Rozmnażanie
Mogą rozmnażać się przez cały rok, jednak szczyt urodzeń występuje od września do grudnia. Ciąża trwa 210 dni i zwykle rodzi się jedno młode.

### Styl życia
Antylopik przylądkowy wiedzie nocny tryb życia, łączy się w pary. Samce są terytorialne, walczą ze sobą, a teren znaczą odchodami oraz moczem. Gdy czują się zagrożone kładą się w trawie lub uciekają zygzakiem do nory. Gdy zostają schwytane wydają z siebie głośny okrzyk.

## Ochrona
Wpisany jest do Czerwonej księgi gatunków zagrożonych w kategorii LC (niskiego ryzyka). Obszar objęty ochroną dla tego gatunku to 9104 km², a w jego skład wchodzą rezerwaty oraz parki narodowe.